# ویلیار لور
ویلیار لور (به انگلیسی: Viljar Loor) (زاده ۱ اکتبر ۱۹۵۳ - ۲۲ مارس ۲۰۱۱) بازیکن والیبال اهل استونی و سابق تیم ملی والیبال استونی بود. او موفق‌ترین بازیکن استونی به شمار می رفت. او در المپیک ۱۹۸۰ عضو تیم ملی اتحاد جماهیر شوروی و در این مسابقات مدال طلا را به دست آورد. لو دو طلا قهرمانی جهان و سه طلا جام جهانی و دو قهرمانی جام ملت‌های اروپا را در کارنامه درخشان خود دارد. او در ۲۲ مارس ۲۰۱۱ درگذشت.